# 山姆·金恩

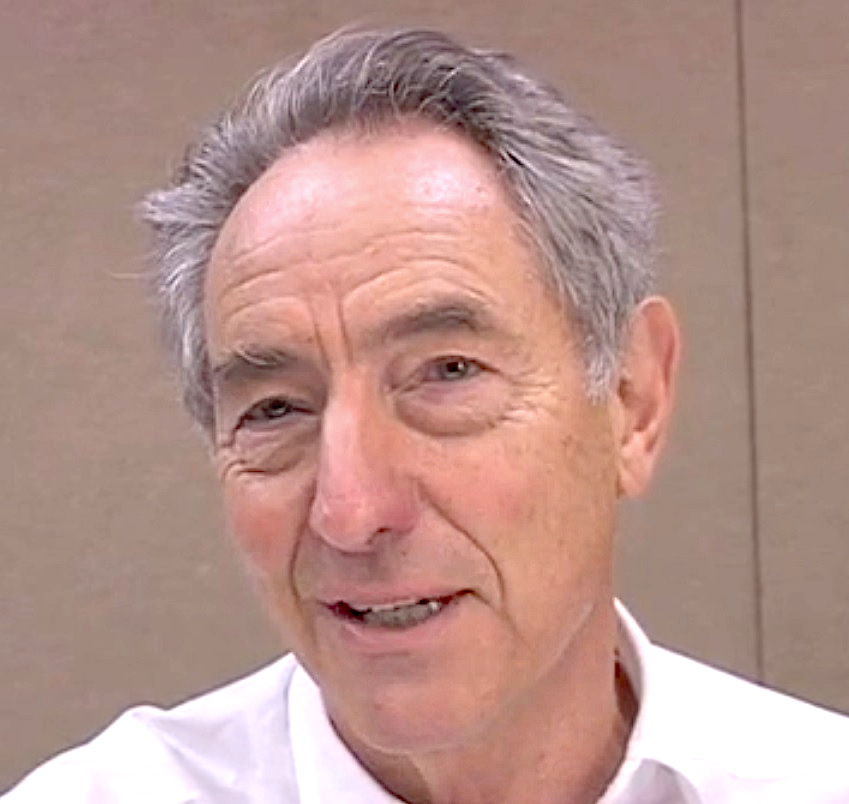
Sam Keen, c.2004

山姆·金恩（英語：Sam Keen，1931年6月25日—2025年3月23日），美國作家、哲学家、教授，參與過著作《Faces of the Enemy》紀錄片的製作，擔任過雜誌《今日心理學》的編輯，也參與紀錄片《Flight from Death(2003)》的拍攝。
金恩於哈佛大學、普林斯頓大學完成大學學業。
金恩辭去路易斯維爾長老教會神學院宗教哲學教授的教職後，成立「個人神話工作坊」（Personal Mythology Workshop），約瑟夫·坎伯也參與其中。

## 中文出版著作
- 《學飛的男人》（Learning to Fly），2003年，繁體中文由心靈工坊出版，ISBN 957-280-846-X

## 外部連結
- Official site （页面存档备份，存于）
- Famous Quotes By Sam Keen （页面存档备份，存于）
- Sam Keen MP3 audio - from Shift in Action, sponsored by Institute of Noetic Sciences（英语：Institute of Noetic Sciences）
- Ancients were ahead of their time （页面存档备份，存于）, The Sydney Morning Herald, Paul Sheehan, October 16, 2006.
- Flight From Death on Hulu